# Croix hosannière de Soullans
La croix hosannière de Soullans est une croix de cimetière située à Soullans, en France.

## Localisation

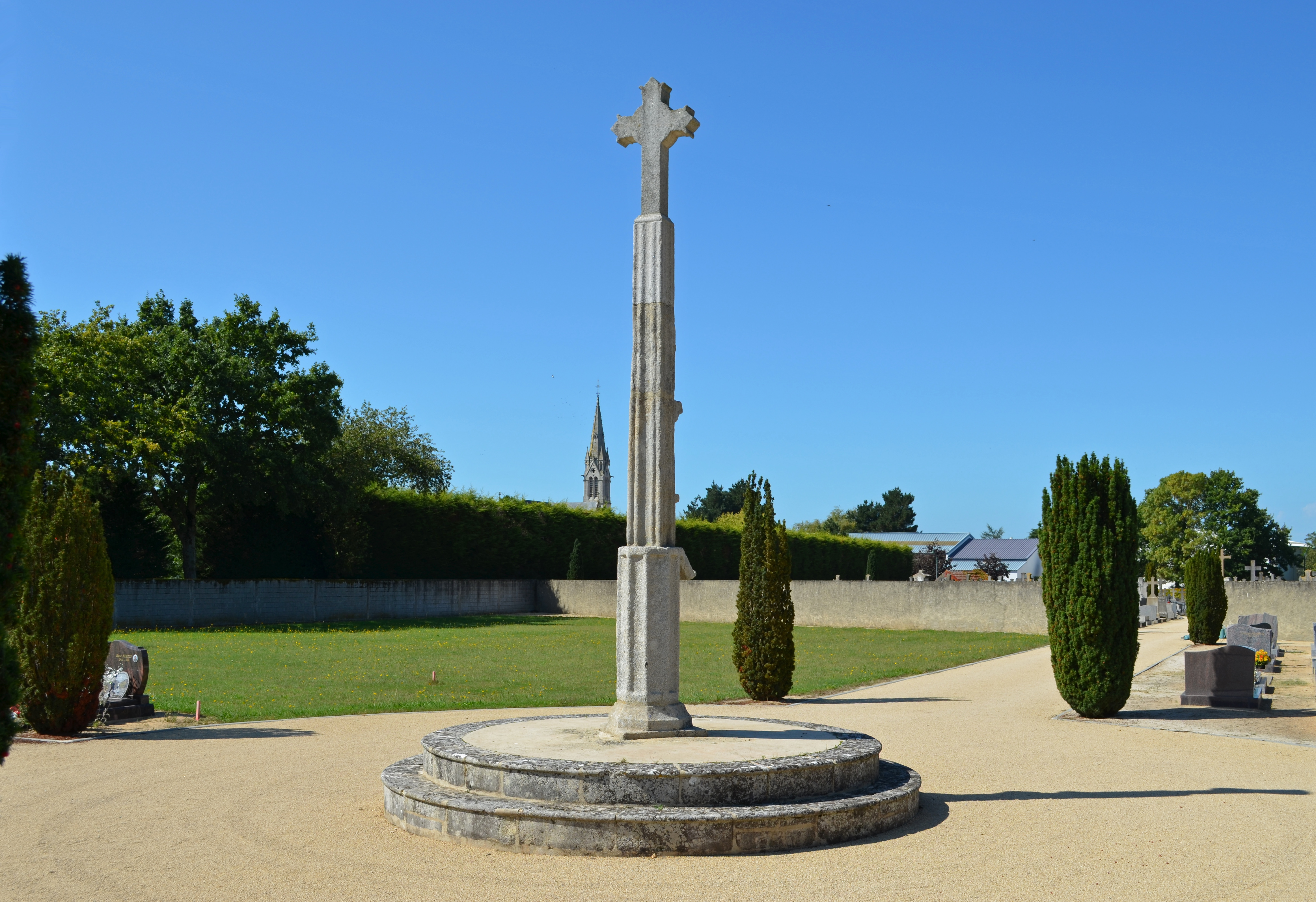
Vue avec l'église en arrière-plan

La croix est située dans le département français de la Vendée, sur la commune de Soullans, dans le cimetière.

## Historique
La croix est inscrite au titre des monuments historiques le 29 octobre 1926.